# 모스크바 조약 (1921년)

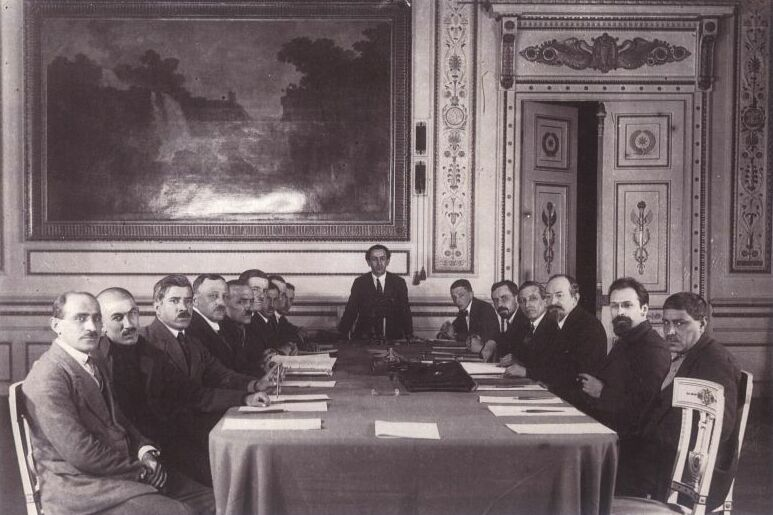
모스크바 조약 협상에 참석한 소련과 터키 대표단

모스크바 조약(러시아어: Московский договор, 튀르키예어: Moskova Antlaşması)은 1921년 3월 16일 무스타파 케말 아타튀르크가 이끄는 터키 대국민의회, 블라디미르 레닌이 이끄는 볼셰비키 정권(러시아 소비에트 연방 사회주의 공화국) 사이에 체결된 우호 조약이다.
이 조약에 따라 소련과 터키 공화국은 상대방 국가를 정식으로 승인했다. 이 조약은 1921년 10월 13일에 체결된 카르스 조약에서 재확인되었다.